# Serie B2 2015-2016 (pallavolo maschile)
La Serie B2 2015-2016 si è svolta dal 17 ottobre 2015 al 7 maggio 2016: al torneo hanno partecipato centouno squadre di club italiane.

## Regolamento

### Formula
Le squadre, divise in otto gironi, hanno disputato un girone all'italiana, con gare di andata e ritorno, per un totale di ventidue giornate nel girone A, B, C ed E e ventisei giornate nel girone D, F, G e H; al termine della regular seson:
- Le prime nove classificate di ogni girone sono promosse in Serie B.
- Le ultime tre classificate del girone A, B, C, E e H, le ultime cinque classificate del girone D e F e le ultime quattro classificate del girone G sono retrocesse in Serie C.

### Criteri di classifica
Se il risultato finale è stato di 3-0 o 3-1 sono stati assegnati 3 punti alla squadra vincente e 0 a quella sconfitta, se il risultato finale è stato di 3-2 sono stati assegnati 2 punti alla squadra vincente e 1 a quella sconfitta.
L'ordine del posizionamento in classifica è stato definito in base a:
- Punti;
- Numero di partite vinte;
- Ratio dei set vinti/persi;
- Ratio dei punti realizzati/subiti.

## Squadre partecipanti

### Girone A
- Albisola
- Argentia
- Garlasco
- Chieri
- Cuneo
- CUS Insubria
- Hasta
- Milano II
- Novara
- Segrate
- Valli di Lanzo
- Yaka

### Girone B
- Audax Parma
- Aurora Seriate
- Busseto
- Cisano
- GSA Carate
- Merate
- Montichiari
- Offanengo
- San Martino
- Tempini Azzano
- Top Team Mantova
- Viadana

### Girone C
- Aduna Padova
- Bassano
- Bibione Mare
- Futura Cordenons
- Isola
- Massanzago
- Monselice
- Olympia Gorizia
- Porto Viro
- Silvolley
- Sloga
- Treviso

### Girone D
- Arno
- Castelfranco Emilia
- Centro Incontri
- Forlì
- Fenice Cesena
- Fucecchio
- La Spezia
- Modena II
- Morciano
- Orbetello
- Scandicci
- Spedia
- Stadium Mirandola
- Villa d'Oro

### Girone E
- Appignano
- Città di Castello
- Grifo Perugia
- InterVolley Foligno
- La Fenice Isernia
- Libertas Osimo
- Montorio
- Offagna
- Offida
- Orte
- Orvieto
- Virtus Paglieta

### Girone F
- APD Roma
- Ariete Oristano
- Civitavecchia
- Club Italia II
- Fenice Roma
- Iglesias
- Marino
- Monteporzio Sharks
- Olbia
- Pomezia
- Sabaudia
- Silvio Pellico 3P
- Tor Sapienza
- Virtus Roma

### Girone G
- GIS Ottaviano
- Folgore Massa
- UDAS
- Marigliano
- Bari
- Real Gioia
- Manzoni
- Pag Taviano
- Capitanata
- Elisa Pomigliano
- Locorotondo
- Virtus Tricase
- Rione Terra

### Girone H
- Augusta
- Brolo
- Coordiner Club
- Gupe
- Lamezia
- Leonforte
- Letojanni
- Modica
- Next Atlas
- Papiro
- Terrasini
- Volo International

## Verdetti

### Squadre promosse
| - APD Roma - Albisola - Appignano - Argentia - Arno - Audax Parma - Augusta - Bari - Bassano - Bibione Mare - Busseto - Capitanata - Castelfranco Emilia - Cisano - Città di Castello - Civitavecchia - Chieri - Club Italia II | - Coordiner Club - CUS Insubria - Cuneo - Folgore Massa - Forlì - Fenice Cesena - Fucecchio - Futura Cordenons - Garlasco - GIS Ottaviano - Grifo Perugia - Gupe - Isola - La Fenice Isernia - Lamezia - Letojanni - Libertas Osimo - Manzoni | - Marigliano - Marino - Massanzago - Merate - Modena II - Modica - Monselice - Monteporzio Sharks - Montichiari - Montorio - Morciano - Next Atlas - Offagna - Offida - Olbia - Orvieto - Pag Taviano - Papiro | - Porto Viro - Real Gioia - Sabaudia - San Martino - Segrate - Silvolley - Sloga - Stadium Mirandola - Top Team Mantova - Tempini Azzano - Tor Sapienza - UDAS - Valli di Lanzo - Viadana - Villa d'Oro - Virtus Roma - Volo International - Yaka |

### Squadre retrocesse
| - Aduna Padova - Ariete Oristano - Aurora Seriate - Centro Incontri - Brolo - Elisa Pomigliano - Fenice Roma - GSA Carate | - Hasta - Iglesias - InterVolley Foligno - La Spezia - Leonforte - Locorotondo - Milano II - Novara | - Olympia Gorizia - Offanengo - Orbetello - Orte - Pomezia - Rione Terra - Scandicci - Silvio Pellico 3P | - Spedia - Terrasini - Treviso - Virtus Paglieta - Virtus Tricase |